# Duivelsei

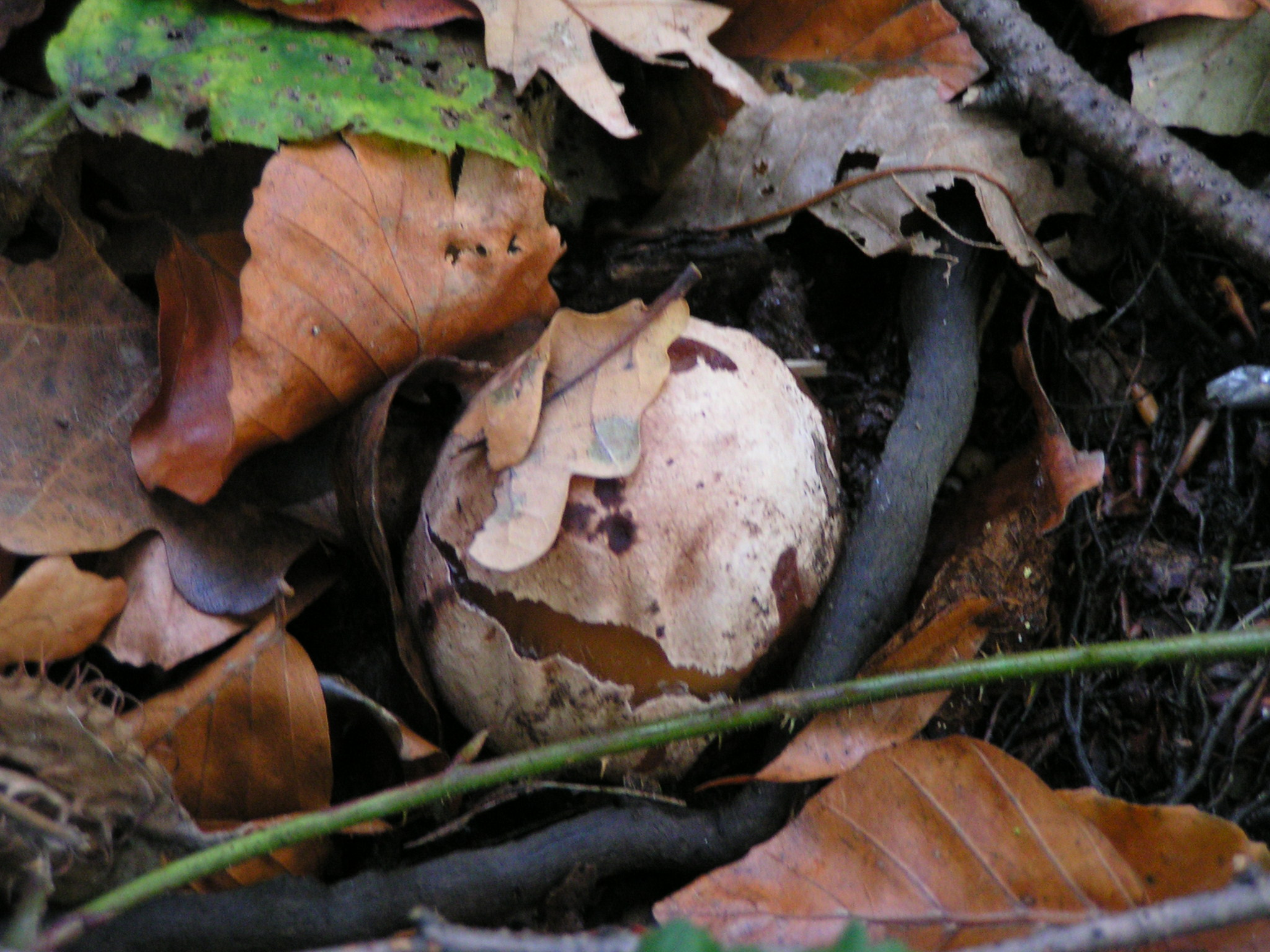
Een heksen- of duivelsei van de grote stinkzwam

Een duivelsei of een heksenei is het oorspronkelijk vruchtlichaam van de stinkzwammen. Uit het duivelsei komt de paddenstoel tevoorschijn.
In het volksgeloof sprak men van duivelsei omdat de stinkzwam plotseling eieren legt. Door dat 'plotselinge' spreekt men van duivelseieren. De duivel zou ze hebben neergelegd.

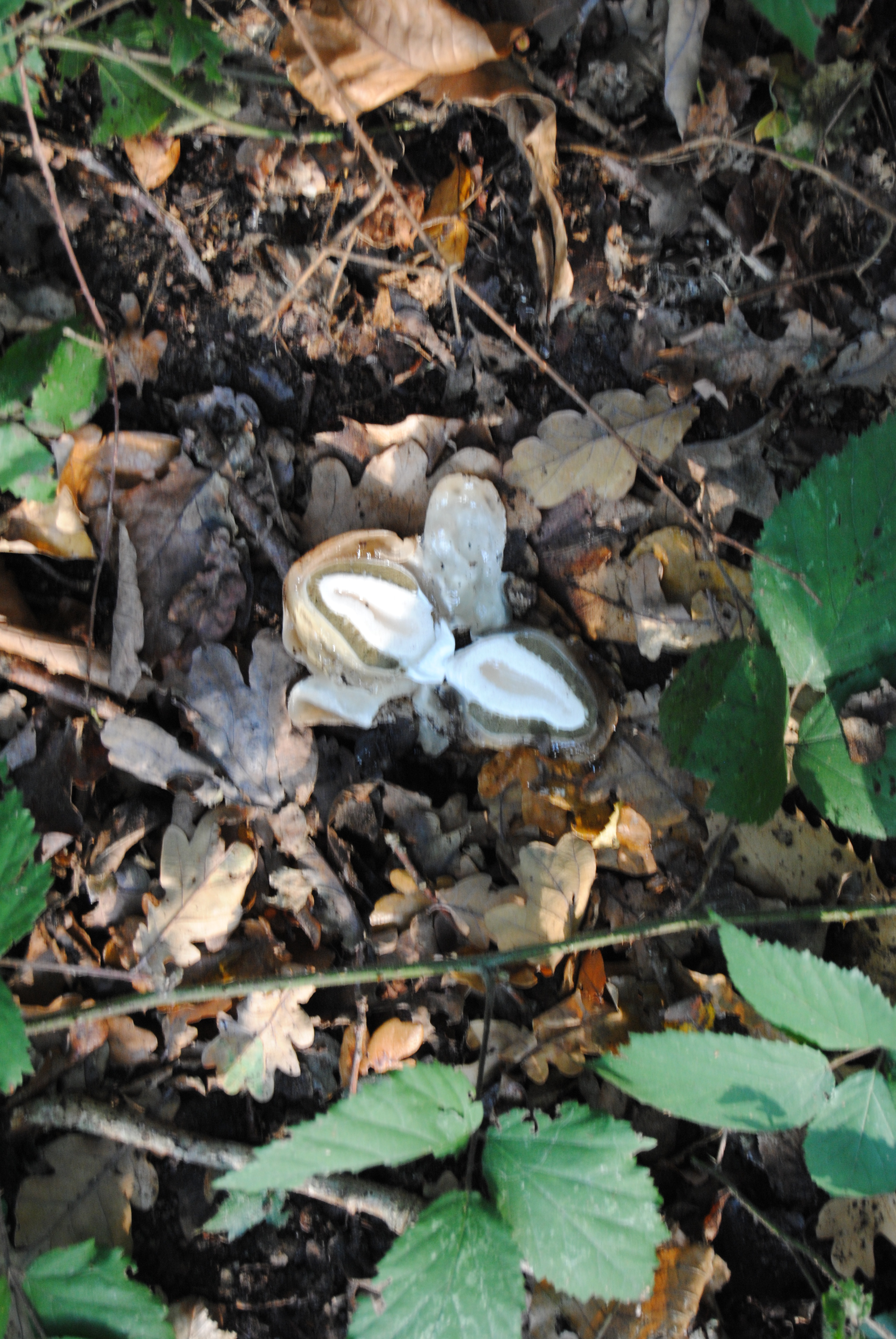
Open gesneden